# Whitehorse Star

Le Whitehorse Star était un quotidien régional anglophone de la ville de Whitehorse, dans le territoire du Yukon, au Canada. Il a été fondé en 1900, sous le nom de Daily Evening Star, par Albert Rousseau (qui y garde des intérêts jusqu'en 1904) et Angus Bernard McEcheran,,. Le Whitehorse Star a fermé en mai 2024.
La devise officielle du Star, « Illegitimi non carborundum », est un aphorisme en mock latin signifiant « ne laissez pas les salopards vous broyer ». Cette devise est intégrée à leur logo officiel et apparaît aussi sur le site internet officiel du journal.
L'ancien maire Flo Whyard fait partie des anciens rédacteurs du journal.